# Chorościec
Chorościec – wieś na Ukrainie w rejonie kozowskim należącym do obwodu tarnopolskiego.